# Кортелайнен, Анна
А́нна Та́ина А́лександра Ко́ртелайнен (фин. Anna Taina Aleksandra Kortelainen в девичестве Ту́овинен; родилась 12 июля 1968, Хельсинки, Финляндия) — финский искусствовед, награждённая высшей наградой Финляндии для деятелей искусства — медалью «Pro Finlandia» (2016).
В 2002 году получила степень доктора философских наук, защитив в университете Турку научную работу в области творчества Альберта Эдельфельта.